# Famiglie di pesci
In questa tabella sono elencate tutte la famiglie riconosciute e descritte di pesci al 2013.

## A
Ab-Am - An-Ap - Ar-Au

### Ab-Am
| Classe         | Ordine            | Famiglia          | Numero specie | Immagine |
| -------------- | ----------------- | ----------------- | ------------- | -------- |
| Actinopterygii | Scorpaeniformes   | Abyssocottidae    | 24            |          |
| Actinopterygii | Perciformes       | Acanthuridae      | 82            |          |
| Actinopterygii | Perciformes       | Acestrorhynchidae | 26            |          |
| Actinopterygii | Pleuronectiformes | Achiridae         | 34            |          |
| Actinopterygii | Pleuronectiformes | Achiropsettidae   | 4             |          |
| Actinopterygii | Acipenseriformes  | Acipenseridae     | 25            |          |
| Actinopterygii | Perciformes       | Acropomatidae     | 31            |          |
| Actinopterygii | Beloniformes      | Adrianichthyidae  | 34            |          |
| Actinopterygii | Scorpaeniformes   | Agonidae          | 47            |          |
| Actinopterygii | Siluriformes      | Akysidae          | 57            |          |
| Actinopterygii | Albuliformes      | Albulidae         | 13            |          |
| Actinopterygii | Albuliformes      | Alepisauridae     | 2             |          |
| Actinopterygii | Osmeriformes      | Alepocephalidae   | 94            |          |
| Actinopterygii | Characiformes     | Alestidae         | 118           |          |
| Chondrichthyes | Lamniformes       | Alopiidae         | 118           |          |
| Actinopterygii | Perciformes       | Amarsipidae       | 1             |          |
| Actinopterygii | Perciformes       | Ambassidae        | 48            |          |
| Actinopterygii | Siluriformes      | Amblycipitidae    | 34            |          |
| Actinopterygii | Percopsiformes    | Amblyopsidae      | 6             |          |
| Actinopterygii | Amiiformes        | Amiidae           | 1             |          |
| Actinopterygii | Amiiformes        | Ammodytidae       | 26            |          |
| Actinopterygii | Siluriformes      | Amphiliidae       | 92            |          |

### An-Ap
| Classe         | Ordine             | Famiglia         | Numero specie | Immagine |
| -------------- | ------------------ | ---------------- | ------------- | -------- |
| Actinopterygii | Perciformes        | Anabantidae      | 33            |          |
| Actinopterygii | Cyprinodontiformes | Anablepidae      | 17            |          |
| Chondrichthyes | Rajiformes         | Anacanthobatidae | 13            |          |
| Actinopterygii | Perciformes        | Anarhichadidae   | 5             |          |
| Actinopterygii | Siluriformes       | Anchariidae      | 5             |          |
| Actinopterygii | Anguilliformes     | Anguillidae      | 23            |          |
| Actinopterygii | Beryciformes       | Anomalopidae     | 9             |          |
| Actinopterygii | Beryciformes       | Anoplogastridae  | 2             |          |
| Actinopterygii | Scorpaeniformes    | Anoplopomatidae  | 2             |          |
| Actinopterygii | Characiformes      | Anostomidae      | 155           |          |
| Actinopterygii | Aulopiformes       | Anotopteridae    | 3             |          |
| Actinopterygii | Lophiiformes       | Antennariidae    | 47            |          |
| Actinopterygii | Percopsiformes     | Aphredoderidae   | 1             |          |
| Actinopterygii | Ophidiiformes      | Aphyonidae       | 23            |          |
| Actinopterygii | Scorpaeniformes    | Apistidae        | 3             |          |
| Actinopterygii | Scorpaeniformes    | Aploactinidae    | 48            |          |
| Actinopterygii | Cyprinodontiformes | Aplocheilidae    | 14            |          |
| Actinopterygii | Perciformes        | Aplodactylidae   | 5             |          |
| Actinopterygii | Perciformes        | Apogonidae       | 346           |          |
| Actinopterygii | Gymnotiformes      | Apteronotidae    | 88            |          |

### Ar-Au
| Classe         | Ordine            | Famiglia         | Numero specie | Immagine |
| -------------- | ----------------- | ---------------- | ------------- | -------- |
| Actinopterygii | Osmeriformes      | Argentinidae     | 27            |          |
| Actinopterygii | Siluriformes      | Ariidae          | 153           |          |
| Actinopterygii | Perciformes       | Ariommatidae     | 8             |          |
| Actinopterygii | Perciformes       | Arripidae        | 4             |          |
| Actinopterygii | Perciformes       | Artedidraconidae | 29            |          |
| Actinopterygii | Siluriformes      | Aspredinidae     | 39            |          |
| Actinopterygii | Siluriformes      | Astroblepidae    | 55            |          |
| Actinopterygii | Ateleopodiformes  | Ateleopodidae    | 13            |          |
| Actinopterygii | Atheriniformes    | Atherinidae      | 71            |          |
| Actinopterygii | Siluriformes      | Auchenipteridae  | 109           |          |
| Actinopterygii | Aulopiformes      | Aulopidae        | 10            |          |
| Actinopterygii | Gasterosteiformes | Aulorhynchidae   | 1             |          |
| Actinopterygii | Syngnathiformes   | Aulostomidae     | 3             |          |
| Actinopterygii | Siluriformes      | Austroglanididae | 3             |          |

## B
| Classe         | Ordine            | Famiglia           | Numero specie | Immagine |
| -------------- | ----------------- | ------------------ | ------------- | -------- |
| Actinopterygii | Perciformes       | Badidae            | 27            |          |
| Actinopterygii | Siluriformes      | Bagridae           | 230           |          |
| Actinopterygii | Tetraodontiformes | Balistidae         | 42            |          |
| Actinopterygii | Cypriniformes     | Balitoridae        | 251           |          |
| Actinopterygii | Perciformes       | Banjosidae         | 1             |          |
| Actinopterygii | Cetomimiformes    | Barbourisiidae     | 1             |          |
| Actinopterygii | Cypriniformes     | Barbuccidae        | 2             |          |
| Actinopterygii | Perciformes       | Bathyclupeidae     | 7             |          |
| Actinopterygii | Perciformes       | Bathydraconidae    | 17            |          |
| Actinopterygii | Osmeriformes      | Bathylagidae       | 22            |          |
| Actinopterygii | Scorpaeniformes   | Bathylutichthyidae | 1             |          |
| Actinopterygii | Perciformes       | Bathymasteridae    | 7             |          |
| Actinopterygii | Aulopiformes      | Bathysauridae      | 2             |          |
| Actinopterygii | Aulopiformes      | Bathysauroididae   | 1             |          |
| Actinopterygii | Batrachoidiformes | Batrachoididae     | 83            |          |
| Actinopterygii | Atheriniformes    | Bedotiidae         | 16            |          |
| Actinopterygii | Beloniformes      | Belonidae          | 47            |          |

- Belontiidae
- Bembridae
- Berycidae
- Blenniidae
- Bothidae
- Bovichtidae
- Brachaeluridae
- Brachionichthyidae
- Bramidae
- Bregmacerotidae
- Bythitidae

## C
Ca - Ce - Ch - Ci-Cu - Cy

### Ca
| Classe         | Ordine            | Famiglia        | Numero specie | Immagine |
| -------------- | ----------------- | --------------- | ------------- | -------- |
| Actinopterygii | Perciformes       | Caesionidae     | 22            |          |
| Actinopterygii | Perciformes       | Callanthiidae   | 13            |          |
| Actinopterygii | Siluriformes      | Callichthyidae  | 199           |          |
| Actinopterygii | Perciformes       | Callionymidae   | 189           |          |
| Chondrichthyes | Chimaeriformes    | Callorhinchidae | 3             |          |
| Actinopterygii | Zeiformes         | Caproidae       | 18            |          |
| Actinopterygii | Scorpaeniformes   | Caracanthidae   | 18            |          |
| Actinopterygii | Perciformes       | Carangidae      | 148           |          |
| Actinopterygii | Ophidiiformes     | Carapidae       | 35            |          |
| Chondrichthyes | Carcharhiniformes | Carcharhinidae  | 54            |          |
| Actinopterygii | Perciformes       | Caristiidae     | 9             |          |
| Actinopterygii | Cypriniformes     | Catostomidae    | 82            |          |
| Actinopterygii | Lophiiformes      | Caulophrynidae  | 5             |          |

### Ce
| Classe         | Ordine          | Famiglia        | Numero specie | Immagine |
| -------------- | --------------- | --------------- | ------------- | -------- |
| Actinopterygii | Perciformes     | Centracanthidae | 9             |          |
| Actinopterygii | Perciformes     | Centrarchidae   | 34            |          |
| Actinopterygii | Syngnathiformes | Centriscidae    | 12            |          |
| Actinopterygii | Perciformes     | Centrogenyidae  | 1             |          |
| Actinopterygii | Perciformes     | Centrolophidae  | 31            |          |
| Chondrichthyes | Squaliformes    | Centrophoridae  | 1             |          |
| Actinopterygii | Lophiiformes    | Centrophrynidae | 1             |          |
| Actinopterygii | Perciformes     | Centropomidae   | 12            |          |
| Actinopterygii | Perciformes     | Cepolidae       | 23            |          |
| Actinopterygii | Lophiiformes    | Ceratiidae      | 4             |          |
| Actinopterygii | Cetomimiformes  | Cetomimidae     | 30            |          |
| Actinopterygii | Siluriformes    | Cetopsidae      | 42            |          |
| Chondrichthyes | Lamniformes     | Cetorhinidae    | 1             |          |

### Ch
- Chacidae
- Chaenopsidae
- Chaetodontidae
- Champsodontidae
- Chanidae
- Channichthyidae
- Channidae
- Characidae
- Chaudhuriidae
- Chaunacidae
- Cheilodactylidae
- Chiasmodontidae
- Chilodontidae
- Chimaeridae
- Chirocentridae
- Chironemidae
- Chlamydoselachidae
- Chlopsidae
- Chlorophthalmidae

### Ci-Cu
- Cichlidae
- Cirrhitidae
- Citharidae
- Citharinidae
- Clariidae
- Claroteidae
- Clinidae
- Clupeidae
- Cobitidae
- Colocongridae
- Comephoridae
- Congiopodidae
- Congridae
- Coryphaenidae
- Cottidae
- Cottocomephoridae
- Cranoglanididae
- Creediidae
- Crenuchidae
- Cryptacanthodidae
- Ctenoluciidae
- Curimatidae

### Cy
| Classe         | Ordine              | Famiglia        | Numero specie | Immagine |
| -------------- | ------------------- | --------------- | ------------- | -------- |
| Actinopterygii | Scorpaeniformes     | Cyclopteridae   | 28            |          |
| Actinopterygii | Saccopharyngiformes | Cyematidae      | 2             |          |
| Actinopterygii | Characiformes       | Cynodontidae    | 8             |          |
| Actinopterygii | Pleuronectiformes   | Cynoglossidae   | 142           |          |
| Actinopterygii | Cypriniformes       | Cyprinidae      | 2920          |          |
| Actinopterygii | Cyprinodontiformes  | Cyprinodontidae | 138           |          |
| Actinopterygii | Zeiformes           | Cyttidae        | 3             |          |

## D
| Classe         | Ordine            | Famiglia         | Numero specie | Immagine |
| -------------- | ----------------- | ---------------- | ------------- | -------- |
| Actinopterygii | Scorpaeniformes   | Dactylopteridae  | 7             |          |
| Actinopterygii | Perciformes       | Dactyloscopidae  | 48            |          |
| Chondrichthyes | Squaliformes      | Dalatiidae       | 10            |          |
| Chondrichthyes | Myliobatiformes   | Dasyatidae       | 10            |          |
| Actinopterygii | Perciformes       | Datnioididae     | 5             |          |
| Actinopterygii | Atheriniformes    | Dentatherinidae  | 1             |          |
| Actinopterygii | Clupeiformes      | Denticipitidae   | 1             |          |
| Actinopterygii | Anguilliformes    | Derichthyidae    | 3             |          |
| Actinopterygii | Lophiiformes      | Diceratiidae     | 6             |          |
| Actinopterygii | Perciformes       | Dichistiidae     | 2             |          |
| Actinopterygii | Perciformes       | Dinolestidae     | 1             |          |
| Actinopterygii | Perciformes       | Dinopercidae     | 2             |          |
| Actinopterygii | Tetraodontiformes | Diodontidae      | 18            |          |
| Actinopterygii | Siluriformes      | Diplomystidae    | 6             |          |
| Actinopterygii | Beryciformes      | Diretmidae       | 4             |          |
| Actinopterygii | Characiformes     | Distichodontidae | 98            |          |
| Actinopterygii | Siluriformes      | Doradidae        | 92            |          |
| Actinopterygii | Perciformes       | Draconettidae    | 14            |          |
| Actinopterygii | Perciformes       | Drepaneidae      | 3             |          |
| Actinopterygii | Clupeiformes      | Dussumieriidae   | 3             |          |

## E-F
- Echeneidae
- Echinorhinidae
- Elassomatidae
- Electrophoridae
- Eleginopsidae
- Eleotridae
- Elopidae
- Embiotocidae
- Emmelichthyidae
- Engraulidae
- Enoplosidae
- Ephippidae
- Epigonidae
- Erethistidae
- Ereuniidae
- Erythrinidae
- Esocidae
- Euclichthyidae
- Eurypharyngidae
- Evermannellidae
- Exocoetidae
- Fistulariidae
- Fundulidae

## G
- Gadidae
- Galaxiidae
- Gasteropelecidae
- Gasterosteidae
- Gempylidae
- Geotriidae
- Gerreidae
- Gibberichthyidae
- Gigantactinidae
- Giganturidae
- Ginglymostomatidae
- Glaucosomatidae
- Gnathanacanthidae
- Gobiesocidae
- Gobiidae
- Gonorynchidae
- Gonostomatidae
- Goodeidae
- Grammatidae
- Grammicolepididae
- Gymnarchidae
- Gymnotidae
- Gymnuridae
- Gyrinocheilidae

## H
- Haemulidae
- Halosauridae
- Harpagiferidae
- Helostomatidae
- Hemigaleidae
- Hemiodontidae
- Hemiramphidae
- Hemiscylliidae
- Hemitripteridae
- Hepsetidae
- Heptapteridae
- Heterenchelyidae
- Heterodontidae
- Heteropneustidae
- Hexagrammidae
- Hexanchidae
- Hexatrygonidae
- Himantolophidae
- Hiodontidae
- Hispidoberycidae
- Holocentridae
- Hoplichthyidae
- Hypopomidae
- Hypoptychidae

## I-K
| Classe         | Ordine            | Famiglia       | Numero specie | Immagine |
| -------------- | ----------------- | -------------- | ------------- | -------- |
| Actinopterygii | Perciformes       | Icosteidae     | 1             |          |
| Actinopterygii | Siluriformes      | Ictaluridae    | 51            |          |
| Actinopterygii | Gasterosteiformes | Iguanodectidae | 30            |          |
| Actinopterygii | Gasterosteiformes | Indostomidae   | 1             |          |
| Actinopterygii | Aulopiformes      | Ipnopidae      | 28            |          |
| Actinopterygii | Perciformes       | Istiophoridae  | 11            |          |
| Actinopterygii | Gonorynchiformes  | Kneriidae      | 30            |          |
| Actinopterygii | Perciformes       | Kraemeriidae   | 9             |          |
| Actinopterygii | Perciformes       | Kuhliidae      | 14            |          |
| Actinopterygii | Perciformes       | Kurtidae       | 2             |          |
| Actinopterygii | Perciformes       | Kyphosidae     | 51            |          |

## L
La-Le - Li-Lu

### La-Le
- Labridae
- Labrisomidae
- Lactariidae
- Lamnidae
- Lampridae
- Lateolabracidae
- Latidae
- Latimeriidae
- Latridae
- Lebiasinidae
- Leiognathidae
- Lepidogalaxiidae
- Lepidosirenidae
- Lepisosteidae
- Leptobramidae
- Leptochariidae
- Leptochilichthyidae
- Leptoscopidae
- Lethrinidae

### Li-Lu
| Classe         | Ordine          | Famiglia       | Numero specie | Immagine |
| -------------- | --------------- | -------------- | ------------- | -------- |
| Actinopterygii | Lophiiformes    | Linophrynidae  | 29            |          |
| Actinopterygii | Scorpaeniformes | Liparidae      | 399           |          |
| Actinopterygii | Perciformes     | Lobotidae      | 2             |          |
| Actinopterygii | Lophiiformes    | Lophichthyidae | 2             |          |
| Actinopterygii | Lophiiformes    | Lophiidae      | 28            |          |
| Actinopterygii | Lampriformes    | Lophotidae     | 4             |          |
| Actinopterygii | Siluriformes    | Loricariidae   | 861           |          |
| Actinopterygii | Gadiformes      | Lotidae        | 23            |          |
| Actinopterygii | Perciformes     | Lutjanidae     | 108           |          |
| Actinopterygii | Perciformes     | Luvaridae      | 1             |          |

## M
Ma-Mi - Mo-My

### Ma-Mi
| Classe         | Ordine               | Famiglia        | Numero specie | Immagine |
| -------------- | -------------------- | --------------- | ------------- | -------- |
| Actinopterygii | Gadiformes           | Macrouridae     | 405           |          |
| Actinopterygii | Perciformes          | Malacanthidae   | 399           |          |
| Actinopterygii | Siluriformes         | Malapteruridae  | 21            |          |
| Actinopterygii | Synbranchiformes     | Mastacembelidae | 86            |          |
| Elasmobranchii | Lamniformes          | Megachasmidae   | 1             |          |
| Actinopterygii | Elopiformes          | Megalopidae     | 405           |          |
| Actinopterygii | Stephanoberyciformes | Melamphaidae    | 63            |          |
| Actinopterygii | Lophiiformes         | Melanocetidae   | 6             |          |
| Actinopterygii | Gadiformes           | Melanonidae     | 2             |          |
| Actinopterygii | Atheriniformes       | Melanotaeniidae | 91            |          |
| Actinopterygii | Perciformes          | Menidae         | 1             |          |
| Actinopterygii | Gadiformes           | Merlucciidae    | 24            |          |
| Actinopterygii | Perciformes          | Microdesmidae   | 86            |          |
| Actinopterygii | Osmeriformes         | Microstomatidae | 19            |          |
| Actinopterygii | Lamniformes          | Mitsukurinidae  | 19            |          |

### Mo-My
- Mochokidae
- Molidae
- Monacanthidae
- Monocentridae
- Monodactylidae
- Monognathidae
- Moridae
- Moringuidae
- Mormyridae
- Moronidae
- Mugilidae
- Mullidae
- Muraenesocidae
- Muraenidae
- Muraenolepididae
- Myctophidae
- Myliobatidae
- Myrocongridae
- Myxinidae

## N
| Classe         | Ordine             | Famiglia          | Numero specie | Immagine |
| -------------- | ------------------ | ----------------- | ------------- | -------- |
| Actinopterygii | Perciformes        | Nandidae          | 8             |          |
| Chondrichthyes | Torpediniformes    | Narcinidae        | 30            |          |
| Chondrichthyes | Torpediniformes    | Narkidae          | 12            |          |
| Actinopterygii | Cypriniformes      | Nemacheilidae     | 584           |          |
| Actinopterygii | Perciformes        | Nematistiidae     | 1             |          |
| Actinopterygii | Siluriformes       | Nematogenyidae    | 1             |          |
| Actinopterygii | Siluriformes       | Nemichthyidae     | 9             |          |
| Actinopterygii | Siluriformes       | Nemipteridae      | 66            |          |
| Actinopterygii | Lophiiformes       | Neoceratiidae     | 1             |          |
| Sarcopterygii  | Ceratodontiformes  | Neoceratodontidae | 1             |          |
| Actinopterygii | Myctophiformes     | Neoscopelidae     | 6             |          |
| Actinopterygii | Myctophiformes     | Neosebastidae     | 6             |          |
| Actinopterygii | Anguilliformes     | Nettastomatidae   | 42            |          |
| Actinopterygii | Perciformes        | Nomeidae          | 16            |          |
| Actinopterygii | Scorpaeniformes    | Normanichthyidae  | 1             |          |
| Actinopterygii | Notacanthiformes   | Notacanthidae     | 11            |          |
| Actinopterygii | Cyprinodontiformes | Nothobranchiidae  | 255           |          |
| Actinopterygii | Atheriniformes     | Notocheiridae     | 6             |          |
| Actinopterygii | Osteoglossiformes  | Notopteridae      | 10            |          |
| Actinopterygii | Aulopiformes       | Notosudidae       | 17            |          |
| Actinopterygii | Perciformes        | Nototheniidae     | 56            |          |

## O
- Odacidae
- Odontaspididae
- Odontobutidae
- Ogcocephalidae
- Olyridae
- Omosudidae
- Oneirodidae
- Ophichthidae
- Ophidiidae
- Opisthoproctidae
- Opistognathidae
- Oplegnathidae
- Orectolobidae
- Oreosomatidae
- Osmeridae
- Osphronemidae
- Osteoglossidae
- Ostraciidae
- Ostracoberycidae

## P
Pa-Pe - Ph-Pl - Po-Pr - Ps-Pt

### Pa-Pe
- Pangasiidae
- Pantodontidae
- Parabembridae
- Parabrotulidae
- Paralepididae
- Paralichthyidae
- Parascorpididae
- Parascylliidae
- Paraulopidae
- Parazenidae
- Parodontidae
- Pataecidae
- Pegasidae
- Pempheridae
- Pentacerotidae
- Percichthyidae
- Percidae
- Perciliidae
- Percophidae
- Percopsidae
- Peristediidae
- Petromyzontidae

### Ph-Pl
- Phallostethidae
- Pholidae
- Pholidichthyidae
- Phosichthyidae
- Phractolaemidae
- Phycidae
- Pimelodidae
- Pinguipedidae
- Platycephalidae
- Platytroctidae
- Plecoglossidae
- Plectrogenidae
- Plesiobatidae
- Plesiopidae
- Pleuronectidae
- Plotosidae

### Po-Pr
- Poeciliidae
- Polymixiidae
- Polynemidae
- Polyodontidae
- Polyprionidae
- Polypteridae
- Pomacanthidae
- Pomacentridae
- Pomatomidae
- Potamotrygonidae
- Priacanthidae
- Pristidae
- Pristiophoridae
- Prochilodontidae
- Profundulidae
- Proscylliidae
- Protopteridae

### Ps-Pt
| Classe         | Ordine            | Famiglia            | Numero specie | Immagine |
| -------------- | ----------------- | ------------------- | ------------- | -------- |
| Actinopterygii | Pleuronectiformes | Psettodidae         | 3             |          |
| Actinopterygii | Perciformes       | Pseudaphritidae     | 3             |          |
| Chondrichthyes | Lamniformes       | Pseudocarchariidae  | 1             |          |
| Actinopterygii | Perciformes       | Pseudochromidae     | 153           |          |
| Actinopterygii | Atheriniformes    | Pseudomugilidae     | 18            |          |
| Actinopterygii | Siluriformes      | Pseudopimelodidae   | 37            |          |
| Chondrichthyes | Carcharhiniformes | Pseudotriakidae     | 4             |          |
| Actinopterygii | Aulopiformes      | Pseudotrichonotidae | 2             |          |
| Actinopterygii | Cypriniformes     | Psilorhynchidae     | 18            |          |
| Actinopterygii | Scorpaeniformes   | Psychrolutidae      | 40            |          |
| Actinopterygii | Perciformes       | Ptilichthyidae      | 1             |          |

## R
| Classe         | Ordine             | Famiglia         | Numero specie | Immagine |
| -------------- | ------------------ | ---------------- | ------------- | -------- |
| Actinopterygii | Perciformes        | Rachycentridae   | 1             |          |
| Actinopterygii | Lampriformes       | Radiicephalidae  | 1             |          |
| Chondrichthyes | Rajiformes         | Rajidae          | 174           |          |
| Actinopterygii | Lampriformes       | Regalecidae      | 4             |          |
| Actinopterygii | Osmeriformes       | Retropinnidae    | 6             |          |
| Actinopterygii | Gymnotiformes      | Rhamphichthyidae | 16            |          |
| Actinopterygii | Scorpaeniformes    | Rhamphocottidae  | 1             |          |
| Chondrichthyes | Orectolobiformes   | Rhincodontidae   | 1             |          |
| Chondrichthyes | Rajiformes         | Rhinobatidae     | 61            |          |
| Chondrichthyes | Chimaeriformes     | Rhinochimaeridae | 8             |          |
| Actinopterygii | Perciformes        | Rhyacichthyidae  | 3             |          |
| Actinopterygii | Cyprinodontiformes | Rivulidae        | 357           |          |
| Actinopterygii | Cetomimiformes     | Rondeletiidae    | 2             |          |

## S
Sa-Sc - Se-St - Su-Sy

### Sa-Sc
- Saccopharyngidae
- Salangidae
- Salmonidae
- Samaridae
- Scaridae
- Scatophagidae
- Schilbeidae
- Schindleriidae
- Sciaenidae
- Scoloplacidae
- Scomberesocidae
- Scombridae
- Scombrolabracidae
- Scombropidae
- Scopelarchidae
- Scophthalmidae
- Scorpaenidae
- Scyliorhinidae
- Scytalinidae

### Se-St
- Sebastidae
- Serranidae
- Serrasalmidae
- Serrivomeridae
- Setarchidae
- Siganidae
- Sillaginidae
- Siluridae
- Sisoridae
- Soleidae
- Solenostomidae
- Sparidae
- Sphyraenidae
- Sphyrnidae
- Squalidae
- Squatinidae
- Stegostomatidae
- Stephanoberycidae
- Sternoptychidae
- Sternopygidae
- Stichaeidae
- Stomiidae
- Stromateidae
- Stylephoridae

### Su-Sy
| Classe         | Ordine           | Famiglia           | Numero specie | Immagine |
| -------------- | ---------------- | ------------------ | ------------- | -------- |
| Actinopterygii | Clupeiformes     | Sundasalangidae    | 7             |          |
| Actinopterygii | Perciformes      | Symphysanodontidae | 12            |          |
| Actinopterygii | Scorpaeniformes  | Synanceiidae       | 36            |          |
| Actinopterygii | Anguilliformes   | Synaphobranchidae  | 38            |          |
| Actinopterygii | Synbranchiformes | Synbranchidae      | 23            |          |
| Actinopterygii | Syngnathiformes  | Syngnathidae       | 296           |          |
| Actinopterygii | Aulopiformes     | Synodontidae       | 71            |          |

## T
- Telmatherinidae
- Terapontidae
- Tetrabrachiidae
- Tetragonuridae
- Tetraodontidae
- Tetrarogidae
- Thaumatichthyidae
- Torpedinidae
- Toxotidae
- Trachichthyidae
- Trachinidae
- Trachipteridae
- Triacanthidae
- Triacanthodidae
- Triakidae
- Trichiuridae
- Trichodontidae
- Trichomycteridae
- Trichonotidae
- Triglidae
- Triodontidae
- Tripterygiidae

## U-V
| Classe         | Ordine             | Famiglia      | Numero specie | Immagine |
| -------------- | ------------------ | ------------- | ------------- | -------- |
| Actinopterygii | Esociformes        | Umbridae      | 7             |          |
| Actinopterygii | Perciformes        | Uranoscopidae | 53            |          |
| Chondrichthyes | Rajiformes         | Urolophidae   | 30            |          |
| Chondrichthyes | Rajiformes         | Urotrygonidae | 17            |          |
| Actinopterygii | Cyprinodontiformes | Valenciidae   | 2             |          |
| Actinopterygii | Lampriformes       | Veliferidae   | 2             |          |

## X
| Classe         | Ordine      | Famiglia     | Numero specie | Immagine |
| -------------- | ----------- | ------------ | ------------- | -------- |
| Actinopterygii | Perciformes | Xenisthmidae | 13            |          |
| Actinopterygii | Perciformes | Xiphiidae    | 1             |          |

## Z
| Classe         | Ordine       | Famiglia         | Numero specie | Immagine |
| -------------- | ------------ | ---------------- | ------------- | -------- |
| Actinopterygii | Perciformes  | Zanclidae        | 1             |          |
| Actinopterygii | Perciformes  | Zaproridae       | 1             |          |
| Actinopterygii | Zeiformes    | Zeidae           | 6             |          |
| Actinopterygii | Beloniformes | Zenarchopteridae | 58            |          |
| Actinopterygii | Zeiformes    | Zenionidae       | 7             |          |
| Actinopterygii | Perciformes  | Zoarcidae        | 288           |          |